# Andrej Roller

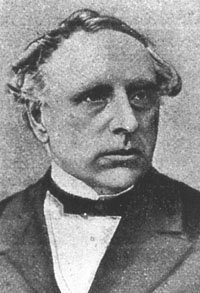
Andrej Roller

Andrej Adamovitsj Roller (Russisch: Андрей Адамович Роллер; Regensburg (Duitsland), 1805 - Sint-Petersburg, 20 juni [O.S. 8 juni] 1891), geboren als Andreas Leonhard Roller, was een Duits-Russisch schilder van lijnperspectieven en toneeldecors.

## Biografie
Roller werd geboren als zoon van een theatertechnicus. Zijn oom was concertmeester en zijn broers toneelschilders. Op vijfjarige leeftijd verhuisden zijn ouders naar Wenen, waar hij studeerde aan de lokale Academie voor Schone Kunsten en vervolgens aan het Polytechnisch Instituut. Tegelijkertijd leerde hij van zijn vader hoe hij theatermachines moest bouwen.
Vanaf 1821 werkte hij als assistent van zijn vader als decorator en technicus in Wenen. Vervolgens werkte hij in München en vanaf 1822 was hij toneelknecht in Wenen, München, Dresden en Berlijn. In Berlijn wist hij voor het eerst zijn stempel op de kunst te drukken. Hij werd daar sterk beïnvloed door de Duitse architect en ontwerper Karl Friedrich Schinkel, hetgeen terug te zien is in veel van zijn latere werken. Tijdens deze periode maakte hij reizen naar Engeland, Schotland en Frankrijk. Begin jaren 1830 was hij uitgegroeid tot een bekend romantisch kunstenaar. Hij had veel ervaring opgedaan met decorontwerp en had zich gespecialiseerd in het creëren van toneeleffecten. In 1834 werd hij daarop uitgenodigd om naar Rusland te komen, waar hij gedurende 38 jaar werkte in het keizerlijke theater van Sint-Petersburg. Onder zijn leiding werd deze net als die van Moskou omgevormd op Europese snit. Hij bouwde de decors voor 63 balletten en 78 opera's en maakte meer dan 1000 tableaux vivants. Hij introduceerde in Rusland het bewegend decor en het zogenoemde "ruïne-effect", waarbij het decor instort voor de ogen van het publiek. Roller was tevens de eerste die de opera's ontwierp van Verstovski en diens rivaal Glinka.
In 1836 nam hij als geoefend technicus deel aan de renovatie van het Sint-Petersburgse Bolsjojtheater en in 1838 aan de renovatie van het Winterpaleis. In 1856 bracht hij wijzigingen aan in de decors en machines van het Hermitagetheater, alsook vergelijkbare veranderingen in theaters en gebouwen van de paleizen.
In 1862 ontwierp hij de première van de opera La forza del destino van Verdi, waarbij hij zich onder andere onderscheidde door het creëren van effecten als een angstwekkende donder en de illusie van regen en storm, die de melodramische stijl versterkten. Verdi vond het zelf zo geweldig, dat hij zelfs voorstelden om de productie op te voeren in het Londense Royal Opera House. In 1873 nam Roller de Russische nationaliteit aan. Hij onderwees perspectiefschilderen aan de Keizerlijke Russische Kunstacademie. In 1879 werd hij ziek en moest hij zich noodgedwongen terugtrekken uit het theaterleven.
Voor zijn werk verkreeg hij in 1839 de titel van academicus en in 1856 de titel van professor.

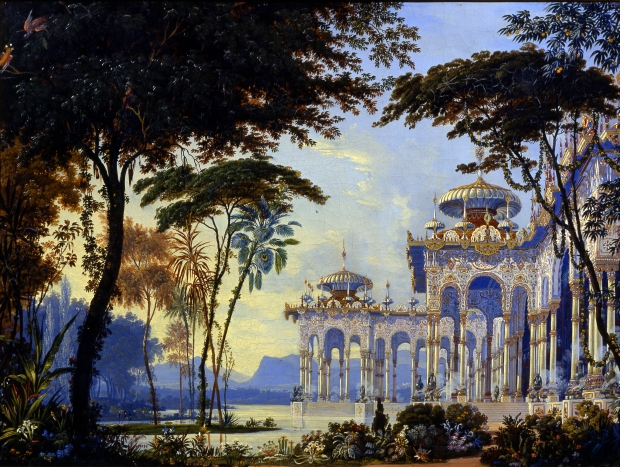
Decorontwerp De tuinen van Tsjernomor voor Glinka's opera Roeslan en Ljoedmila (1842)

- Bibliothèque nationale de France: cb16218884j (data)
- Gemeinsame Normdatei: 12835240X
- International Standard Name Identifier: 0000 0000 8070 4147
- Library of Congress Control Number: n97858974
- Nationale Bibliotheek van Israël: 987007308909805171
- Nederlandse Thesaurus van Auteursnamen: 268444366
- Système universitaire de documentation: 110988302
- Union List of Artist Names: 500043464
- Virtual International Authority File: 95965794
- WorldCat: E39PCjDB94fCq37KY89kkC444q